# Фредерік Наттер Чейзен
Фредерік Наттер Чейз (англ. Frederick Nutter Chasen 1896–1942) — британський зоолог.

## Біографія
Фредерік Чейзен народився в Саффолку. З 1912 року працював стажистом в Норіджському музеї. Під час Першої світової війни з 1914 по 1818 роки служив в добровольчому полку Norfolk Yeomanry. Після демобілізації повернувся в музей, де став штатним працівником. У 1921 році призначений помічником куратора в Національному музеї Сінгапуру. У 1932 став його директором. Брав участь в експедиціях на Малайському півострові, Суматрі, Яві, Калімантані, на островах Південно-Китайському моря, Сіамської затоки і Малаккского протоки. Підготував третій і четвертий томи довідника «Птахи Малайського півострова» (англ. The Birds of the Malay Peninsula). Загинув під час аварії судна, на якому він намагався покинути окупований японцями Сінгапур. У вченого залишилися дві дочки — Хізер та Елізабет.
Описав багато видів птахів і ссавців Південно-Східної Азії, в тому числі: Charadrius javanicus Chasen, 1938 Otus mentawi Chasen & Kloss, 1926 Otomops formosus Chasen, 1939 Hylopetes sipora Chasen, 1940 Glischropus javanus Chasen, 1939 і Presbytis siberu (Chasen & Kloss, 1928)

## Вшанування
На його честь названий вид отруйних змій Garthius chaseni з острова Калімантан, клоп Microsanta chaseni (Miller, 1941), двокрилі Azana chaseni (Edwards, 1933) Pselliophora chaseni Edwards, 1932 і Limonia chaseni Edwards, 1933, прямокрилі Indogneta chasenii (Karny, 1926) і Xiphidiopsis chaseni Karny, 1926, бабка Calicnemia chaseni Laidlaw, 1928, прісноводний краб Stoliczia chasenii (Roux, 1934), птах Batrachostomus chaseni Stresemann, 1937.